# Camarza
Camarza (Camarsa in ligure) è una frazione di 97 abitanti del comune di Busalla, nella città metropolitana di Genova. Posizionata a 452 m sul livello del mare, lungo la strada provinciale 9 che collega Busalla con Crocefieschi, è posta a 5,5 km a nordest dal capoluogo comunale.

## Storia
Secondo le fonti storiche un primo insediamento umano in zona pare essere risalente al periodo romano. Ufficialmente venne citata per la prima volta in un documento del 1240.
Facente parte del territorio feudale di Busalla, ne seguirà le sorti storiche fino ai giorni nostri.

## Monumenti e luoghi d'interesse

### Architetture religiose
- Cappella di San Lorenzo nel borgo storico. La cappella viene menzionata per la prima volta nel XVII secolo[2], quando nel 1655 fu visitata dal vescovo[2]. Nel borgo fu in seguito costituita la Compagnia di San Lorenzo assumendo maggiore importanza tra la popolazione locale[2].

### Architetture civili
- Arco medievale nel centro storico.

## Cultura

### Eventi
Il 10 agosto vi si celebra la festività patronale di san Lorenzo.